# Csikászó-patak
A Csikászó-patak Vas vármegyében ered, mintegy 210 méteres tengerszint feletti magasságban. A patak forrásától kezdve keleti irányban halad, majd eléri a Kodó-patakot.
A Csikászó-patak vízgazdálkodási szempontból a Marcal Vízgyűjtő-tervezési alegység működési területét képezi.

## Part menti települések
- Egervölgy
- Káld
- Vásárosmiske
- Köcsk
- Egyházashetye